# Franc Valentin Slemenik
Franc Valentin Slemenik, slovenski pisatelj in časnikar, * 1. avgust 1843, Šentjur pri Celju, † 9. april 1871, Dunaj.
Vladar svetov nas je ohranil veke in veke, medtem ko so drugi silnejši narodi izginili iz zemeljskega površja. Ohranil nas bo, to je naše prepričanje, ako se bomo zedinjeni stanovitno držali rešilnega zmagonosnega gesla naših očetov, ki se glasi: Vse za vero in domovino!

(Franc Valentin Slemenik, Križem sveta)

## Življenje
Rodil se je kmetu Valentinu in materi Uršuli. Od leta 1855 je v Celju obiskoval tamkajšnjo gimnazijo ter zaključil sedem razredov. Zadnje leto na gimnaziji je urejal dijaški list Mravljica. Leta 1862, po končanem sedmem razredu, je  odšel v Ljubljano, kjer je sodeloval v Novicah. Nazadoval je pri večini predmetov in zato ni opravljal mature. Leto kasneje se je vpisal na mariborsko gimnazijo kot ponavljavec in jo zaključil z maturo. V benediktinski samostan v Admontu je stopil leta 1865, pet let študiral bogoslužje in dobil redovniško ime Valentin. Pred slovesno zaobljubo in posvečenjem je izstopil in iz Admonta odšel na Dunaj, da bi študiral filozofijo. Zaposlil se je v uredništvu konservativnega dnevnika Vaterland.  Umrl je za jetiko pri 27. letih. 
Slemenik, velik, slok, plavolas, mlad mož, doma iz Spodnjega Štajerskega, je bil ob mojem času modroslovec-zgodovinar na Dunaji. Večino svojega časa je prebil v uredništvu Vaterlanda, v katerem je pisal o slovenskih stvareh ter med drugim priobčil 1870 tudi dosti dober listek o Prešernu. Za Mohorjevo družbo je spisal povest Izdajalec. Bil je samzase človek. Umrl je spomladi 1871 na Dunaji za sušico.

(Fran Levec)

## Delo
Slemenik je s pisanjem začel že v zgodnjih letih. Že kot četrtošolec napisal sestavek Kadar nevesta slovo jemlje, podpisan zgolj z začetnico priimka. Napisal je mohorjanski povesti Izdajavec (1873, 1907) in Križem sveta (1877, 1905, 1938), za kateri je dobil nagrado Mohorjeve družbe. Kljub temu, da je obe povesti oddal že do leta 1870, sta bili objavljeni šele po njegovi smrti. Po njegovi smrti je izšla tudi idila Po dedov blagoslov. V listu Vaterland je leta 1870 izšel sestavek Dr. Prešern und seine Poesie, ki pa je prevod Stritarjeve razprave o Prešernu iz leta 1866. Prevedel je tudi delo Ostrožinskega z naslovom Ljubusumnost, kjer je podpisan s celim imenom.